# 잭 로리그
잭 로리그(Zach Roerig, 1985년 2월 22일 ~ )은 미국의 배우이다.

## 작품 목록

### 영화
- 어쌔신네이션
- 디어 미
- 오피셜 셀렉션
- 필드 오브 로스트 슈즈 - 잭 스타나드 역
- 링스 - 카터 역
- 더 이어 오브 스펙타큘라 맨

### 드라마
- 뱀파이어 다이어리 시즌 6 (CWTV) - 맷 도노반 역
- 뱀파이어 다이어리 시즌 7 (CWTV) - 맷 도노반 역